# VFB Gaggenau
Der Verein für Breiten- & Freizeitsport; Leichtathletik und Ballspiele Gaggenau 2001 e. V. (kurz VFB Gaggenau) ist ein Sportverein aus dem badischen Gaggenau. Der Verein besitzt die Abteilungen Fußball und Leichtathletik.

## Geschichte
Am 27. Juli 1911 wurde der Verein für Bewegungsspiele Gaggenau (kurz VfB Gaggenau) gegründet. 1946 lösten die Militärbehörden den Verein auf. Zusammen mit den Mitgliedern von TB Gaggenau und Ski-Club Gaggenau wurde der SV Gaggenau als Nachfolger gegründet. Am 5. August 1950 erfolgte die Rückbenennung in VfB Gaggenau.
Aufgrund der Zahlungsunfähigkeit wurde der VfB Gaggenau im Frühjahr 2001 aufgelöst und am 17. April 2001 der VFB Gaggenau als Nachfolgeverein gegründet. 2013 stand der Verein kurz vor der Fusion mit Türkiyemspor Selbach. Die Fusion scheiterte, da man sich nicht auf einen gemeinsamen Namen einigen konnte.

## Erfolge (Fußball)
Die Fußballabteilung hatte ihre erfolgreichste Zeit bis Ende der 1990er Jahre, als der Verein über mehrere Jahre in den höchsten deutschen Fußballamateurligen spielte.
VfB Gaggenau 1911 e. V.:
- Meister der Fußball-Verbandsliga Südbaden 1979, 1986.
- 11 Jahre Oberliga Baden-Württemberg; 1979/80 und 1986–1996.
- Teilnahme am DFB-Pokal: 1975 (0:6 beim SV Auersmacher); 1979 (2:2 und 0:5 gegen SpVgg Au/Iller); 1980 (0:3 gegen Eintracht Frankfurt); 1989 (0:2 bei TSG Pfeddersheim/Worms); 1993 (1:3 n. V. gegen Hannover 96) und 1995 (1:6 gegen TSV 1860 München).
- Südbadischer Pokalsieger: 1979/80, 1988/89, 1992/93 und  1994/95[6]

VFB Gaggenau 2001 e. V.:
- Meister der Bezirksliga Baden-Baden 2009 und Aufstieg (Landesliga Südbaden, Staffel 1).
- 3. Aufstieg innerhalb von vier Jahren seit der Neugründung des VFB Gaggenau 2001 e. V. in der 12-jährigen Vereinsgeschichte.[7]

Nach der Wiedergründung als VFB Gaggenau spielten die Fußballer meist in der Landesliga. Nach dem Abstieg aus der Landesliga 2014 und jenem aus der Bezirksliga 2016 ist die Kreisliga Baden-Baden Nord die neue sportliche Heimat. Seit der Saison 2020/2021 spielt man wieder in der Bezirksliga. 

## Stadion
Heimspielstätte des VFB Gaggenau ist das Traischbachstadion. Das Stadion fasst 10.000 Zuschauer, davon 2.000 auf überdachten Sitzplätzen.

## Basketball
Die Basketballabteilung wurde am 1. April 2002 ins Leben gerufen und spielte in der Regionalliga.
Nach einem Jahr Abstinenz aus der Oberliga schaffte man in der Saison 2009/2010 unter Trainer Drazan Salavarda drei Spieltage vor Saisonende den Wiederaufstieg in die Oberliga.

### Erfolge der Basketballabteilung
- Saison 2002/2003: 1. Platz in der Kreisliga B / Aufstieg in die Kreisliga A
- Saison 2003/2004: 1. Platz in der Kreisliga A / Aufstieg in die Bezirksliga, zugleich wurde man Kreispokalsieger 2003
- Saison 2004/2005: 1. Platz in der Bezirksliga / Aufstieg in die Landesliga
- Saison 2005/2006: 3. Platz in der Landesliga
- Saison 2006/2007: 3. Platz in der Landesliga / Gewinn des Bezirkspokal.
- Saison 2007/2008: 1. Platz in der Landesliga / Aufstieg in die Oberliga
- Saison 2008/2009: Abstieg in die Landesliga
- Saison 2009/2010: 1. Platz in der Landesliga / Wiederaufstieg in die Oberliga
- Saison 2010/2011: 1. Platz in der Oberliga / Aufstieg in die Regionalliga Südwest

2015 existiert die Basketballabteilung nicht mehr.

## Bekannte Spieler in der Vereinsgeschichte
Fußball
- Matthias Fritz (Karlsruher SC)
- Marco Grimm (Bayern München, VfB Stuttgart, Grazer AK)
- Hans Haunstein (Karlsruher SC, TSV 1860 München)
- Adnan Kevrić (SSV Ulm, Eintracht Trier)
- Ronny Kockel (Bielefeld)
- Markus Köppel (SC Freiburg)
- Philipp Laux (SSV Ulm, Borussia Dortmund)
- Adnan Masić (SF Siegen, VfR Mannheim, ASV Durlach, VfB Stuttgart, Lokomotive Zagreb)
- Milorad Pilipović (SC Freiburg, Karlsruher SC)